# Национальная консерватория (Аргентина)
Высшая национальная консерватория имени Карлоса Лопеса Бучардо (исп. Conservatorio Nacional Superior de Música) — высшее музыкальное учебное заведение, действовавшее в Буэнос-Айресе в 1924—1999 гг.
Основана при поддержке президента Аргентины Марсело де Альвеара и его жены Рехины Пачини (бывшей оперной певицы) как Национальная консерватория музыки и декламации (исп. Conservatorio Nacional de Música y Declamación); композитор Карлос Лопес Бучардо стал одним из её основателей и первым директором, а после его смерти (1948) консерватории было присвоено его имя. В состав консерватории вошла действовавшая при оперном театре «Колон» школа оперного и сценического искусства, и первоначально консерватория работала в помещении театра. В 1928 г. в консерватории открылось отделение балета, которое возглавила Елена Смирнова (с 1950 г. независимая Национальная школа танца). В 1930—1941 гг. консерватория находилась в здании Национального театра имени Сервантеса, затем сменила ещё несколько помещений, пока в 1982 г. не обосновалась окончательно в своём нынешнем здании. В 1958 г. театральные специальности были выделены в Национальную школу театра. В 1989 г. из состава консерватории, ранее работавшей с учениками и студентами всех возрастов и стадий обучения, была выделена Национальная школа музыки для начального музыкального образования, а в 1995 г. — Буэнос-Айресская городская консерватория для среднего музыкального образования. В 1999 г. вошла в состав Национального университета искусства.

## Известные преподаватели
- Хуан Хосе Кастро

## Известные студенты
- Амелия Бенсе
- Вальдо де лос Риос
- Нельсон Гёрнер
- Сильвия Керсенбаум
- Моника Косачов
- Меча Ортис
- Гастон Риверо
- Хуан Мария Соларе
- Оскар Страсной
- Карлос Францетти